# Pontoosuc
Pontoosuc falu az USA Illinois államában, Hancock megyében. Lakosainak száma 99 fő (2020. április 1.).

## Népesség
A település népességének változása:

| 2010 | 146 |
| 2020 | 99  |